# セタカガメ属
セタカガメ属（セタカガメぞく、Kachuga）は、カメ目イシガメ科に属する属。模式種はニシキセタカガメ。

## 分布
インド、ネパール、バングラデシュ、ミャンマー

## 形態
最大種はビルマセタカガメで最大甲長58cm。最小種はオオセタカガメで最大甲長48cm。オスよりもメスの方が大型になる。和名や英名（roofed=屋根のような）の由来は主に本属から分割されたコガタセタカガメ属の形態で、本属の構成種は背甲が扁平で第2椎甲板が最も高い。背甲は上から見ると中央部より後方で最も幅が広くなる細長い卵型。椎甲板と肋甲板に不明瞭かつ断続的な筋状の盛り上がり（キール）があるが、老齢個体では消失することもある。第3椎甲板後端と第4椎甲板前端は幅広く接する。背甲と腹腹甲の継ぎ目（橋）は大型。腹甲は大型で細長く、左右の肛甲板の間には深い切れ込みが入る。
吻端は突出し、上顎の先端は凹みその両脇が突出し牙状になる。上顎を覆う角質（嘴）は鋸状に尖る。後頭部は細かい鱗で覆われる。四肢は頑丈で、指趾の間には水かきが発達する。前肢の爪がある指は5本。
オスは肛甲板の間に入る切れ込みが浅くて幅広い。また尾が太くて長く、尾をまっすぐに伸ばした状態では総排出口全体が背甲の外側にある。メスは肛甲板の間に入る切れ込みが深くて狭い。また尾が細くて短く、尾をまっすぐに伸ばしても総排泄口の一部が背甲よりも内側にある。

## 分類
以前は大型種3種から構成されるセタカガメ亜属、小型種から構成される4種コガタセタカガメ亜属の2亜属を含む計7種で構成されていた。しかし形態や分子系統学の研究から、セタカガメ亜属はイシガメ科内ではカラグールガメ属やバタグールガメ属とより近縁で単系統群を形成すると考えられている。そのためコガタセタカガメ亜属を独立した属として分割し、セタカガメ亜属に含まれていた3種のみで本属を構成する説が有力である。
- Kachuga dhongoka　オオセタカガメ　Three-striped roofed turtle
- Kachuga kachuga　ニシキセタカガメ　Red-crowned roofed turtle
- Kachuga trivittata　ビルマセタカガメ　Burmese roofed turtle

## 生態
流れが速く水深の深い大規模な河川や湖などに生息する。
食性は植物食。幼体は雑食傾向が強いが、成長に伴いほぼ完全な植物食になる。
繁殖形態は卵生。

## 人間との関係
属名Kachugaおよびニシキセタカガメの種小名kachugaはヒンディー語でカメを指す「kachua」や、ヒンドゥスターニー語で同じくカメを指す「kachova」に由来する。
生息地では卵も含めて食用とされる。食用の乱獲と開発による生息地の破壊により、生息数は激減している。2002年に属単位でワシントン条約付属書II類に掲載されている。
ペット用としても飼育されることもあり、日本にも輸入されている。流通量は非常に少ないか、流通例がない。以前は輸送状態が悪かったためすぐに命を落としてしまう個体が多かった。アクアリウムで飼育される。大型のケージが用意できない場合は一般家庭での飼育には向かない。水質の悪化に弱く皮膚病を患いやすいため、水質が清涼かつ安定した状態を維持する必要がある。流木やレンガ、市販の水棲カメ専用のプラスチック製の浮島などで陸地を用意し、屋内で飼育する場合は局所的で水に強い暖房器具などで皮膚や甲羅を乾かすことのできる環境を作る必要がある。飼育下では人工飼料や乾燥飼料にも餌付くが、成長に伴い葉野菜や水草、植物質が多く含まれる鑑賞魚用の人工飼料などを与えて植物質を摂取する割合を増やすようにする。